# Навасса (Північна Кароліна)
Навасса (англ. Navassa) — місто (англ. town) в США, в окрузі Брансвік штату Північна Кароліна. Населення — 1367 осіб (2020).

## Географія
Навасса розташована за координатами 34°16′54″ пн. ш. 78°2′12″ зх. д. / 34.28167° пн. ш. 78.03667° зх. д. (34.281802, -78.036648).  За даними Бюро перепису населення США в 2010 році місто мало площу 35,80 км², з яких 34,55 км² — суходіл та 1,25 км² — водойми.

## Демографія
Згідно з переписом 2010 року, у місті мешкало 1505 осіб у 570 домогосподарствах у складі 392 родин. Густота населення становила 42 особи/км².  Було 661 помешкання (18/км²).
Расовий склад населення:
| - 63,6 % — чорних або афроамериканців - 27,1 % — білих - 0,5 % — корінних американців - 0,1 % — азіатів - 4,9 % — осіб інших рас |

До двох чи більше рас належало 3,8 %. Частка іспаномовних становила 10,0 % від усіх жителів.
За віковим діапазоном населення розподілялося таким чином: 25,4 % — особи молодші 18 років, 63,0 % — особи у віці 18—64 років, 11,6 % — особи у віці 65 років та старші. Медіана віку мешканця становила 36,0 року. На 100 осіб жіночої статі у місті припадало 100,7 чоловіків;  на 100 жінок у віці від 18 років та старших — 94,5 чоловіків також старших 18 років.
Середній дохід на одне домашнє господарство  становив 39 808 доларів США (медіана — 33 264), а середній дохід на одну сім'ю — 49 567 доларів (медіана — 49 375). Медіана доходів становила 35 237 доларів для чоловіків та 31 944 долари для жінок. За межею бідності перебувало 21,1 % осіб, у тому числі 22,3 % дітей у віці до 18 років та 15,2 % осіб у віці 65 років та старших.
Цивільне працевлаштоване населення становило 804 особи. Основні галузі зайнятості: освіта, охорона здоров'я та соціальна допомога — 22,5 %, роздрібна торгівля — 16,8 %, науковці, спеціалісти, менеджери — 10,3 %, будівництво — 10,3 %.